# Kalanchoe bhidei
Kalanchoe bhidei ist eine Pflanzenart der Gattung Kalanchoe in der Familie der Dickblattgewächse (Crassulaceae).

## Beschreibung

### Vegetative Merkmale
Kalanchoe bhidei ist blassbraun bis rötlich, vollkommen kahl und erreicht Wuchshöhen von 60 bis 100 Zentimetern. Die Triebe sind aufrecht. Die gestielten Laubblätter sind rot getönt. Der flache Blattstiel ist an der Basis vergrößert. Die elliptisch verkehrt eiförmige bis elliptisch-längliche Blattspreite ist 5 bis 9,5 Zentimeter lang und 2 bis 5 Zentimeter breit. Ihre Spitze ist stumpf, die Basis keilförmig. Der Blattrand ist grob und unregelmäßig gekerbt-gesägt.

### Generative Merkmale
Der lockere, ausgebreitete, vielblütige Blütenstand ist eine zymöse Rispe. Die aufrechten, ausgebreiteten oder hängenden, reinweißen oder grünlich getönten Blüten stehen an schlanken, 6 bis 9 Millimeter langen Blütenstielen. Ihre Kelchblätter sind nicht miteinander verwachsen. Ihre dreieckigen bis lanzettlichen, spitzen bis zugespitzten Zipfel sind 4,5 bis 6 Millimeter lang und etwa 2,5 Millimeter breit. Die fast zylindrische Kronröhre ist an der Basis erweitert und 8 bis 15 Millimeter lang. Ihre länglichen bis verkehrt eiförmigen, zugespitzten Kronzipfel tragen ein aufgesetztes Spitzchen. Sie weisen eine Länge von etwa 4 Millimeter auf und sind 1,5 Millimeter breit. Die Staubblätter sind nahe der Spitze der Kronröhre angeheftet und ragen alle aus der Blüte heraus. Die eiförmigen Staubbeutel sind etwa 1,5 Millimeter lang. Die linealischen, zugespitzten Nektarschüppchen weisen eine Länge von etwa 3 Millimeter auf. Das längliche Fruchtblatt weist eine Länge von 8 bis 9 Millimeter auf. Der Griffel ist 4 bis 6 Millimeter lang.

## Systematik und Verbreitung
Kalanchoe bhidei ist im Süden von Indien im Trockenbusch in Höhen von 1000 bis 1700 Metern verbreitet.
Die Erstbeschreibung durch Theodore Cooke wurde 1903 veröffentlicht.

## Nachweise